# سسیلیا موهاته
سسیلیا موهاته (اسپانیایی: Cecilia Muhate‎؛ زادهٔ ۱۰ ژوئیهٔ ۱۹۹۷) بازیکن بسکتبال زن اهل اسپانیا است.